# Festes de la Mare de Déu de la Salut d'Algemesí
Les Festes de la Mare de Déu de la Salut són una festa tradicional de la població valenciana d'Algemesí (Ribera Alta), celebrades en honor de la seua patrona, la Mare de Déu de la Salut. Se celebren els dies 7 i 8 de setembre de cada any. Aquesta festivitat rememora la troballa de la imatge per un veí de la població en l'any 1247.
La festa compta amb diversos reconeixements pel seu interès cultural i patrimonial, el més important de tots i de caràcter internacional és el de Patrimoni Immaterial de la Humanitat, atorgat per la UNESCO el novembre de 2011. També està declarada Festa d'Interès Nacional des del 1977 i Meravella Valenciana des del 2008.

## Les processons

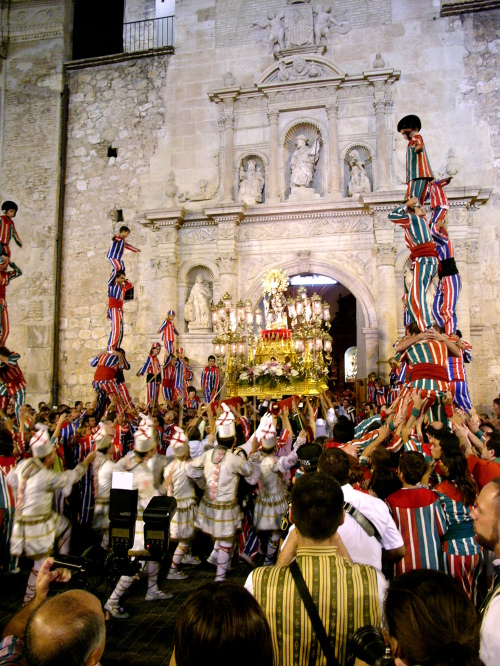
Processó de la Mare de Déu de la Salut d'Algemesí l'any 2008.

Les festes estan compostes de dos dies i tres processons: La Processó de les Promeses, la Processoneta del Matí i la Processó de Volta General.

### La Processó de les Promeses

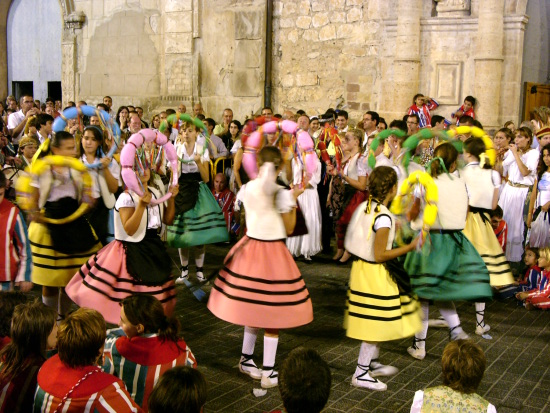
El ball d'arquets.

El set de setembre quan cau la vesprada, les campanes de la basílica de Sant Jaume inicien el Repicament de la Xerevia, un volteig originari de la Seu de València que marca l'immediat inici de la festa, que ressona en tota la ciutat.
Quan cessa el repicament i el silenci que descendeix del campanar anuncia que les portes de la basílica estan a punt d'obrir-se, sonen les primeres notes de dolçaina i els balls comencen la primera de les processons, la de les promeses, en honor de la gran quantitat de veïns que participen. La Muixeranga alça les seues torres, ressonen els colps dels Bastonets, volen els pulcres vestits de la Carxofa, els Arquets i els Pastorets, sona el Bolero de les Llauradores mentre els tornejants redoblen els seus passos de guerrers.
La processó, que s'inicia amb els misteris i martiris, té un orde escrupolós amb les torres de la Muixeranga en segon lloc, els Bastonets, la Carxofa, els Arquets, les Pastoretes, el Bolero o Llauradores. La segona part de la processó és la religiosa. Encapçalada per la Creu Major la segueixen els Tornejants, l'estendard de la Mare de Déu, el públic i els festers.

### La Processoneta del Matí

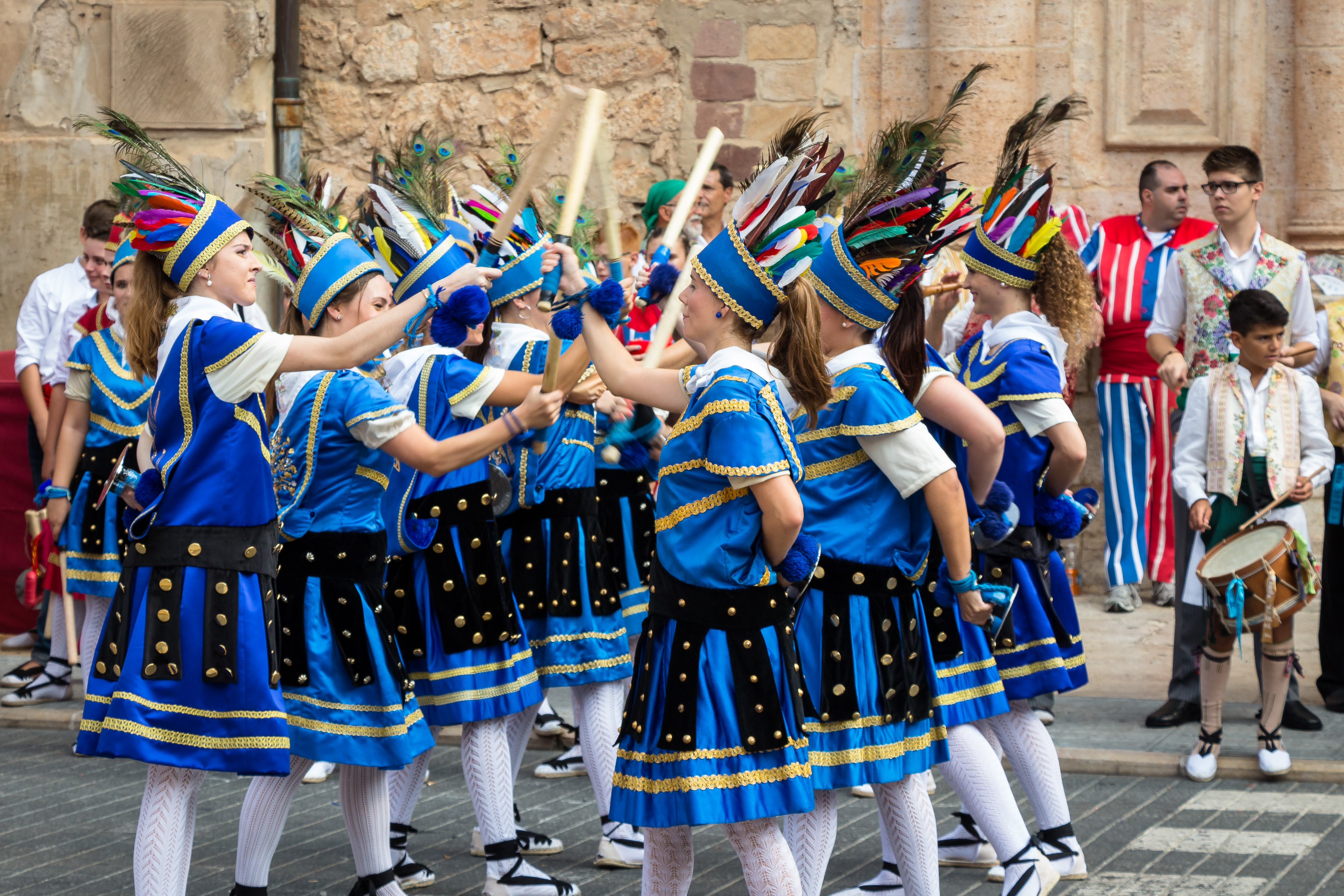
El ball dels Bastonets.

El matí del 8 de setembre, dia de la patrona, se celebra la coneguda com a processoneta del matí, la qual ofereix una sèrie de matisos i detalls únics que la llum del dia regala al visitant que contempla aquest tradicional espectacle. Aquesta és la més breu però la més intensa i visitada de les processons. En els pocs metres que separa la Capella de la Trobada de la basílica de Sant Jaume, tots els balls es concentren al llarg del carrer Berca i la plaça del Carbó.
Un dels moments culminants de la festa és l'entrada de la imatge de la Mare de Déu de la Salut en la basílica de Sant Jaume. Dins un espai reduït de la plaça Major tots els balls dansen al mateix temps.
Amb la façana de la basílica com a teló de fons, tots els balls dansen al mateix temps, mentre els portadors de la imatge realitzen un al·legòric triple intent d'entrada.

### La Volta General
La processó anomenada de La Volta Gran, és la més llarga amb més de 7 hores de duració, s'inicia el mateix 8 de setembre a les 20 hores des de la basílica menor de Sant Jaume i finalitza sempre, encara que no hi ha cap horari establit, passades les dues de la matinada. En aquesta processó els tradicionals balls d'Algemesí i la imatge de la patrona transcorren de nou pel nucli antic de ciutat, repetint l'itinerari original de 1724, quan apareixen les primeres notícies sobre les festes.

## Els balls

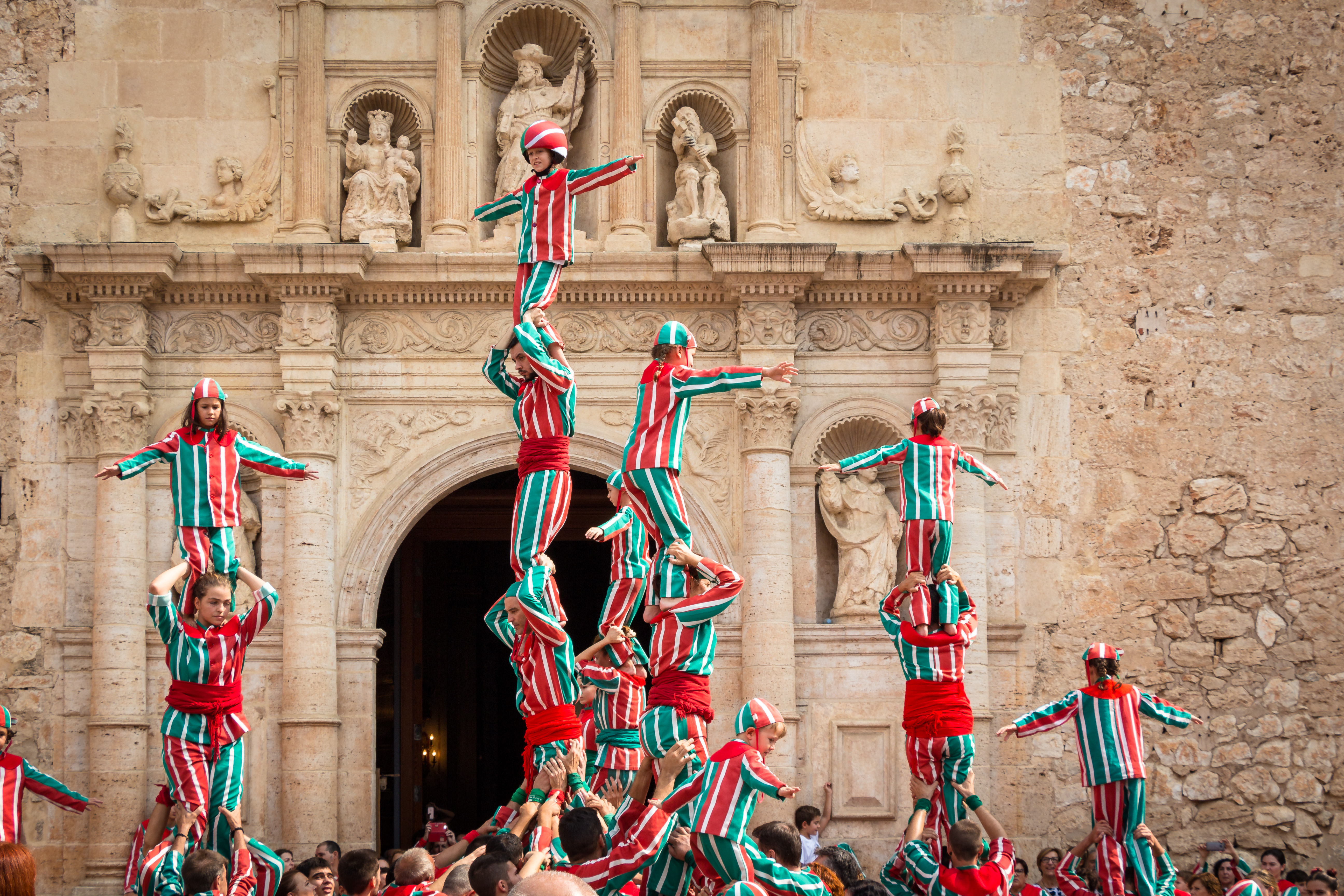
Muixeranga davant l'església de Sant Jaume d'Algemesí.

En totes les processons es fan una sèrie de balls originaris del municipi, els quals són:
- La Muixeranga, conjunt de figures plàstiques compost per torres humanes i figures representatives, obrin una successió de balls que finalitzen, just abans del guió de la Mare de Déu.[3]
  - El Ball, Passeig o Floretes: Té lloc abans d'incorporar-se tot el grup a la processó. Els muixeranguers, col·locats en dues fileres, fan un ball amb ciris encesos.
  - Torres Humanes o Pujades: Els muixeranguers van muntant uns sobre altres, en posició flexionada, formant una torre fins que tots els membres han muntat quan van ajupint-se tots al so de la música. La torre està rematada per un xiquet amb els braços oberts i una cama alçada.
- Els Bastonets és un ball guerrer que apareix en altres pobles valencians com Morella, Peníscola o l'Alcúdia. La seua presència a Algemesí està datada des de 1839 i connecta a la festa amb les tradicions més ancestrals de la cultura valenciana. Al so del tabalet i la dolçaina els huit components del ball escenifiquen una lluita amb els "bastonets" i les "plantxetes".[4]

- La Carxofa té el seu possible origen en la processó del Corpus de València encara que s'ha estés per nombroses poblacions valencianes. Aquesta dansa és considerada tradicionalment com la dels teixidors, professió molt present a Algemesí durant el segle xvii. El nom li ve donat perquè un xiquet porta un pal que té en el seu final una espècie de carxofa que s'obri al final de la processó, eixint d'ella un colom blanc.

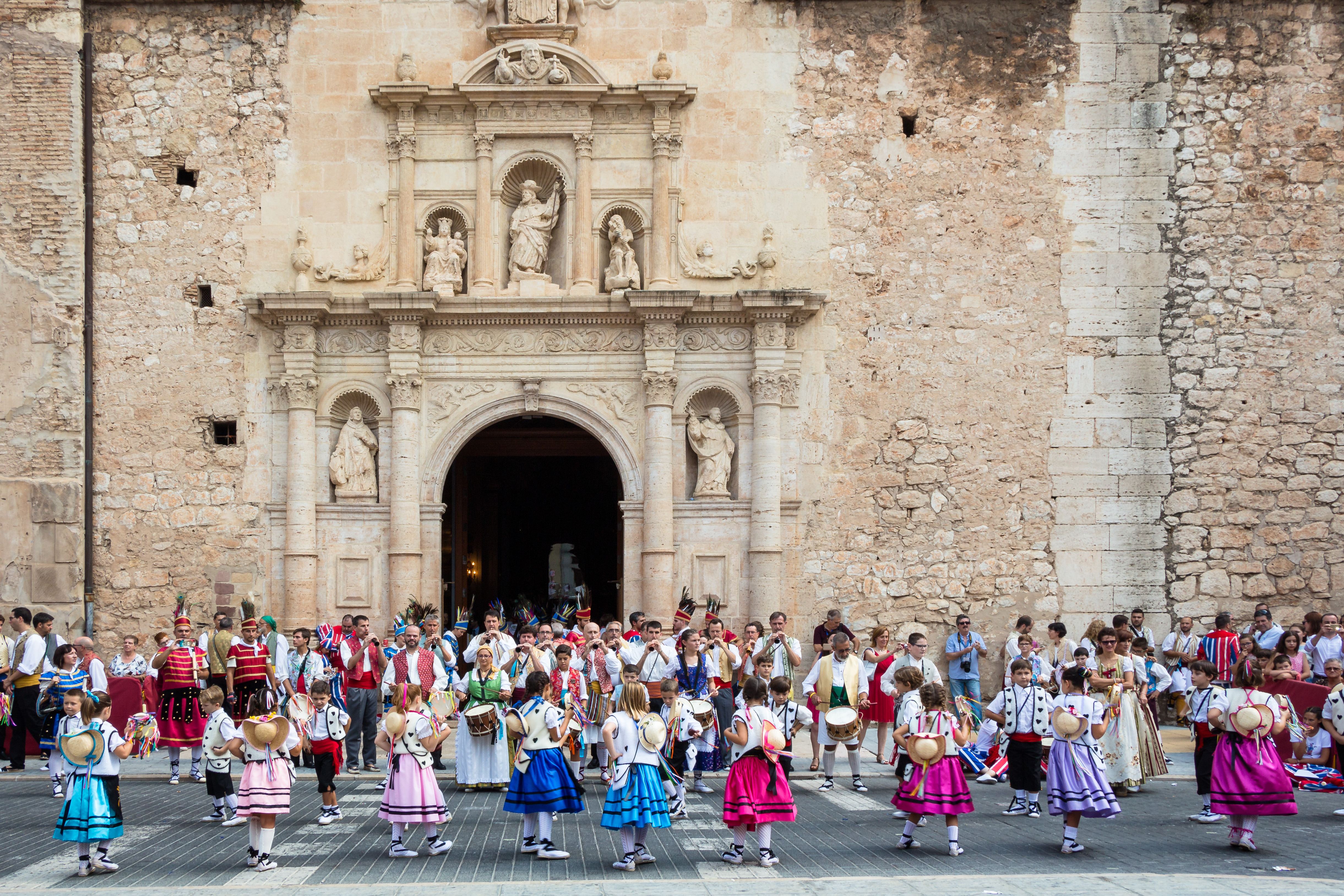
Ball de les Pastoretes

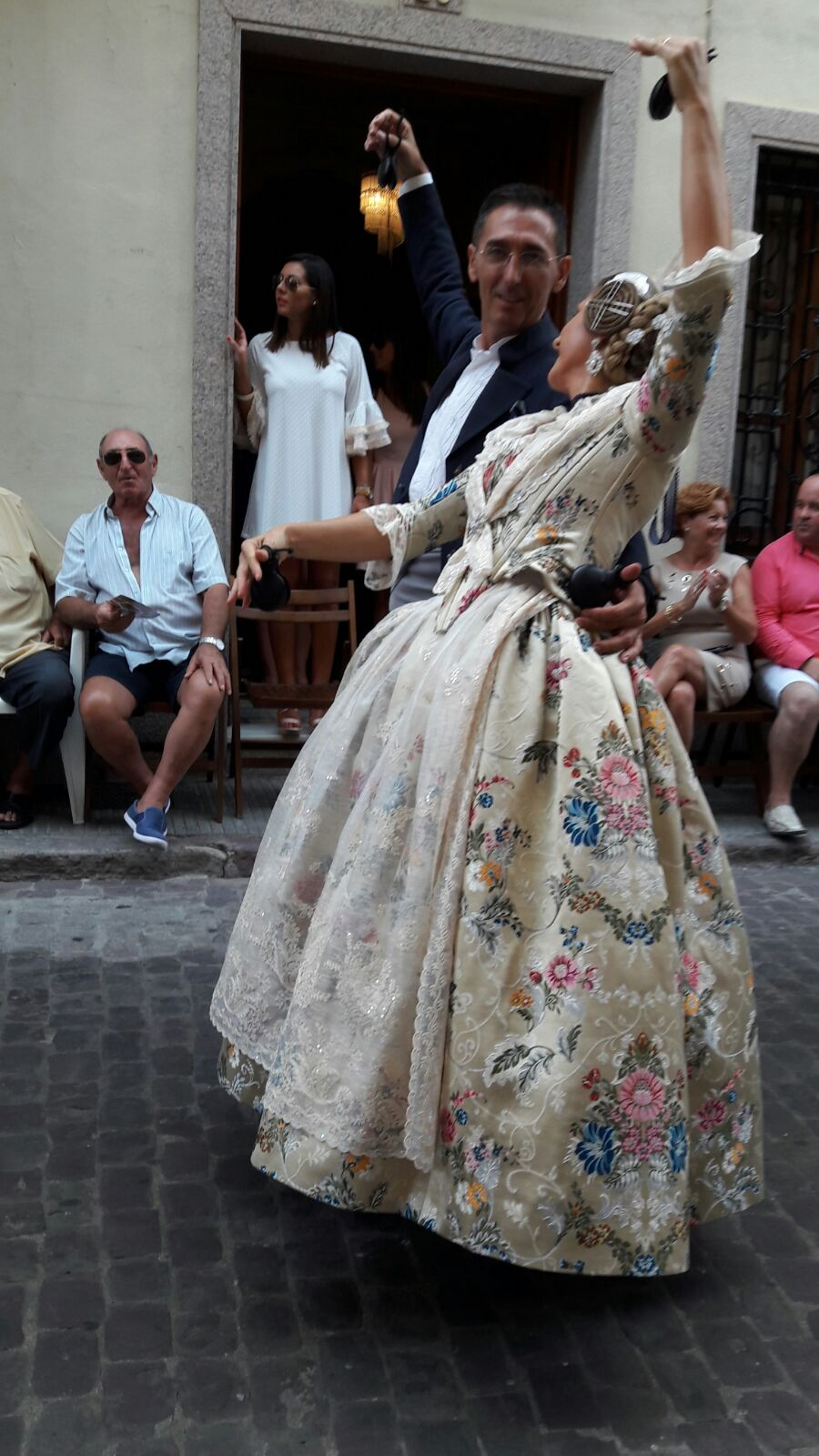
Ball de llauradors

- Els Arquets són una variant del ball de la Carxofa, ja que es van separar en 1988, pel gran nombre de xiquetes que desitjaven participar en el ball de la Carxofa. Per això es va decidir dotar a aquest ball d'un grup de ballarines propi, juntament amb una nova vestimenta. Són molt similars al Ball de Cercolets habitual a Catalunya.
- Els Pastorets, els xiquets i xiquetes són els protagonistes del ball de les Pastoretes. Documentat des de 1834 com a dansa de xiquetes i xiquets és una dansa d'iniciació molt present en molts pobles encara que ja compta amb un bagatge històric rellevant.
- El Bolero o Llauradores és el ball més modern de la processó, ja que apareix per primera vegada en 1906. És l'única dansa que no va acompanyada per la música de la dolçaina i el tabalet sinó per la secció d'instruments de vent de la banda.
- Els gegants, aquest ball s'ha recuperat recentment, únicament ix en la "processoneta del matí". Els gegants són dues figures de diversos metres d'altura portats per una persona, els quals representen al rei En Jaume I i a la seua dona Na Violant d'Hongria, portant el tractat pel qual s'atorgaven els furs al Regne de València. El portador fa girar i ballar als gegants al so de la dolçaina i el tabalet.
- Els Tornejants són, junt amb la Muixeranga, la dansa més emblemàtica de la Mare de Déu de la Salut.[3]Aquest singular ball d'orígens guerrers replet de continguts místics posa en evidència les destreses i habilitats d'un grup de cavallers vestits amb pulcres vestits que juguen amb la gravetat amb les tosques percussions d'un tambor com a únic acompanyament. Es tracta de l'únic ball dins de la processó, darrere de la Creu Major i davant del guió de la Mare de Déu. És una dansa guerrera d'origen datat al segle xviii.[5]

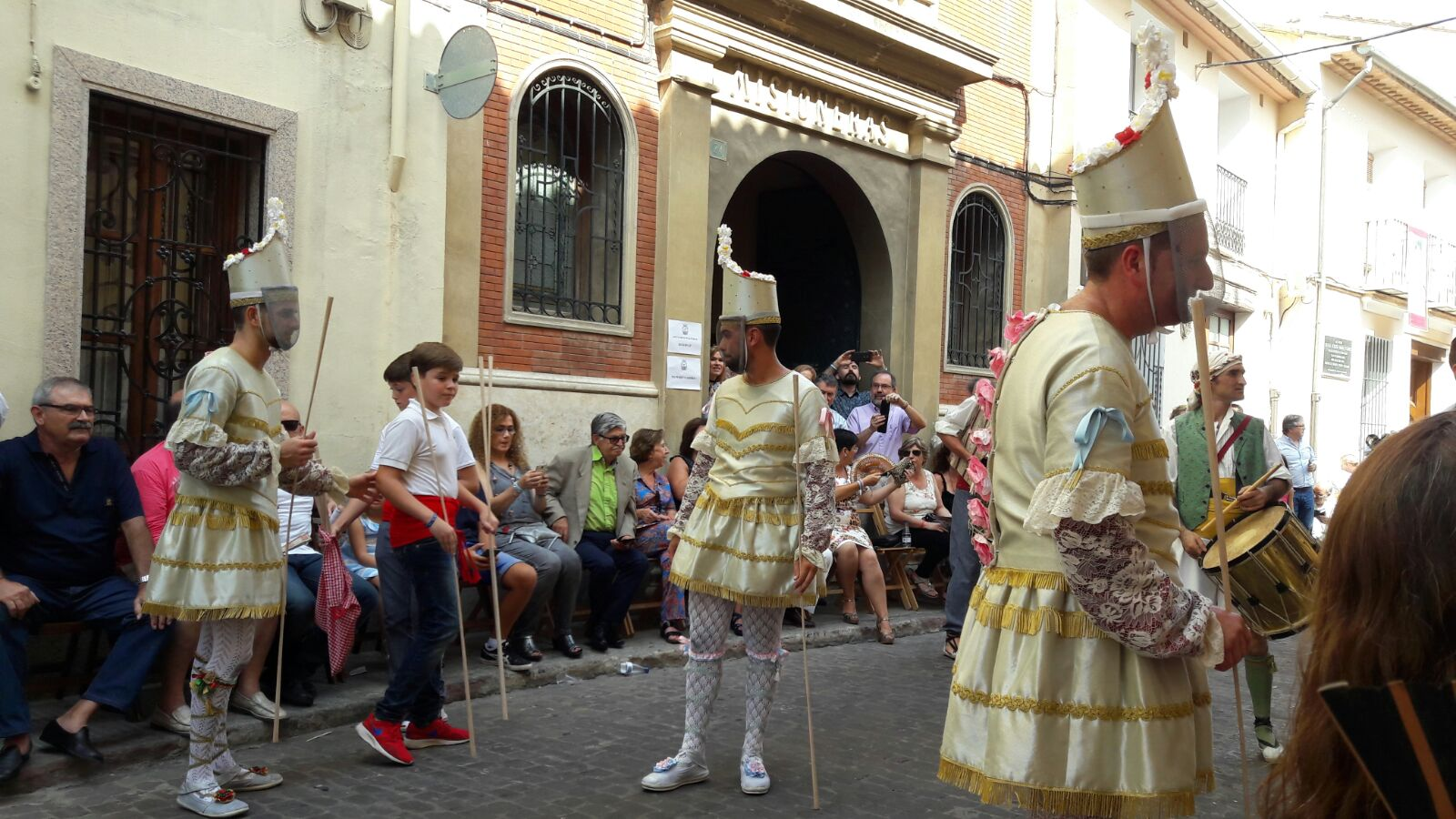
Tornetjants preparant-se per l'acciò

| La Muixeranga                    |
|                                  |
| Interpretada per Xavier Richart. |
|                                  |

## Polèmica sobre la participació de la dona
El 2019 hi hagué una polèmica al voltant del ball dels Tornejants, un dels balls que componen les festes. La polèmica va provocar la dimissió del mestre de Tornejants Juanfran Felici. La dimissió fou motivada per la resistència que va trobar el mestre entre els membres dels Tornejants per a la incorporació de la dona al ball. Aquell mateix any, finalment, els membres dels Tornejants que s'oposaven a la incorporació de la dona hagueren de cedir i una dona va poder ballar per primera vegada en la història dins la Processó la Dansa dels Tornejants, tal com proposava Juanfran Felici.Així i tot, el mestre dels Tornejants no es va reincorporar al seu lloc.